# ساياكا هيروتا
ساياكا هيروتا (باليابانية: 廣田彩花؛ بالكانا: ひろた さやか) هي لاعبة كرة الريشة يابانية، ولدت في 1 أغسطس 1994 في كوماموتو في اليابان.

## وصلات خارجية
- ساياكا هيروتا على موقع BWF.tournamentsoftware.com (الإنجليزية)
- ساياكا هيروتا على موقع BWFbadminton.com (الإنجليزية)
- ساياكا هيروتا على موقع اللجنة الأولمبية الدولية (الإنجليزية)
- ساياكا هيروتا على موقع أوليمبيديا (الإنجليزية)